# Viviana-Iuliana Bejinariu
Viviana-Iuliana Bejinariu (Siret, 1 de enero de 1994) es una deportista rumana que compite en remo.
Ganó una medalla de oro en el Campeonato Mundial de Remo de 2017 y cinco medallas en el Campeonato Europeo de Remo entre los años 2017 y 2021.
Participó en los Juegos Olímpicos de Tokio 2020, ocupando el sexto lugar en la prueba de ocho con timonel.

## Palmarés internacional
| Campeonato Mundial | Campeonato Mundial        | Campeonato Mundial | Campeonato Mundial |
| Año                | Lugar                     | Medalla            | Prueba             |
| ------------------ | ------------------------- | ------------------ | ------------------ |
| 2017               | Sarasota (Estados Unidos) | Medalla de oro     | Ocho con timonel   |
| Campeonato Europeo |                           |                    |                    |
| Año                | Lugar                     | Medalla            | Prueba             |
| 2017               | Račice (República Checa)  | Medalla de oro     | Ocho con timonel   |
| 2018               | Glasgow (Reino Unido)     | Medalla de oro     | Ocho con timonel   |
| 2019               | Lucerna (Suiza)           | Medalla de plata   | Cuatro sin timonel |
| 2020               | Poznań (Polonia)          | Medalla de oro     | Ocho con timonel   |
| 2021               | Varese (Italia)           | Medalla de oro     | Ocho con timonel   |